# Chineater masneri
Chineater masneri är en stekelart som beskrevs av David B. Wahl 1993. Chineater masneri ingår i släktet Chineater och familjen brokparasitsteklar. Inga underarter finns listade i Catalogue of Life.